# 1. brigada Operativnega štaba za Liko
Za druge 1. brigade glejte 1. brigada.
1. brigada Operativnega štaba za Liko (srbohrvaško: 1. brigada Operativnog štaba za Loku) je bila brigada v sestavi Narodnoosvobodilne vojske in partizanskih odredov Jugoslavije in ki je delovala med drugo svetovno vojno na področju Kraljevine Jugoslavije.

## Organizacija
- štab
- 3x bataljon